# Strelkoviacarus quadratus
Strelkoviacarus quadratus är en spindeldjursart som först beskrevs av Haller 1882.  Strelkoviacarus quadratus ingår i släktet Strelkoviacarus, och familjen Analgidae. Arten är reproducerande i Sverige.